# Adler Union Frintrop

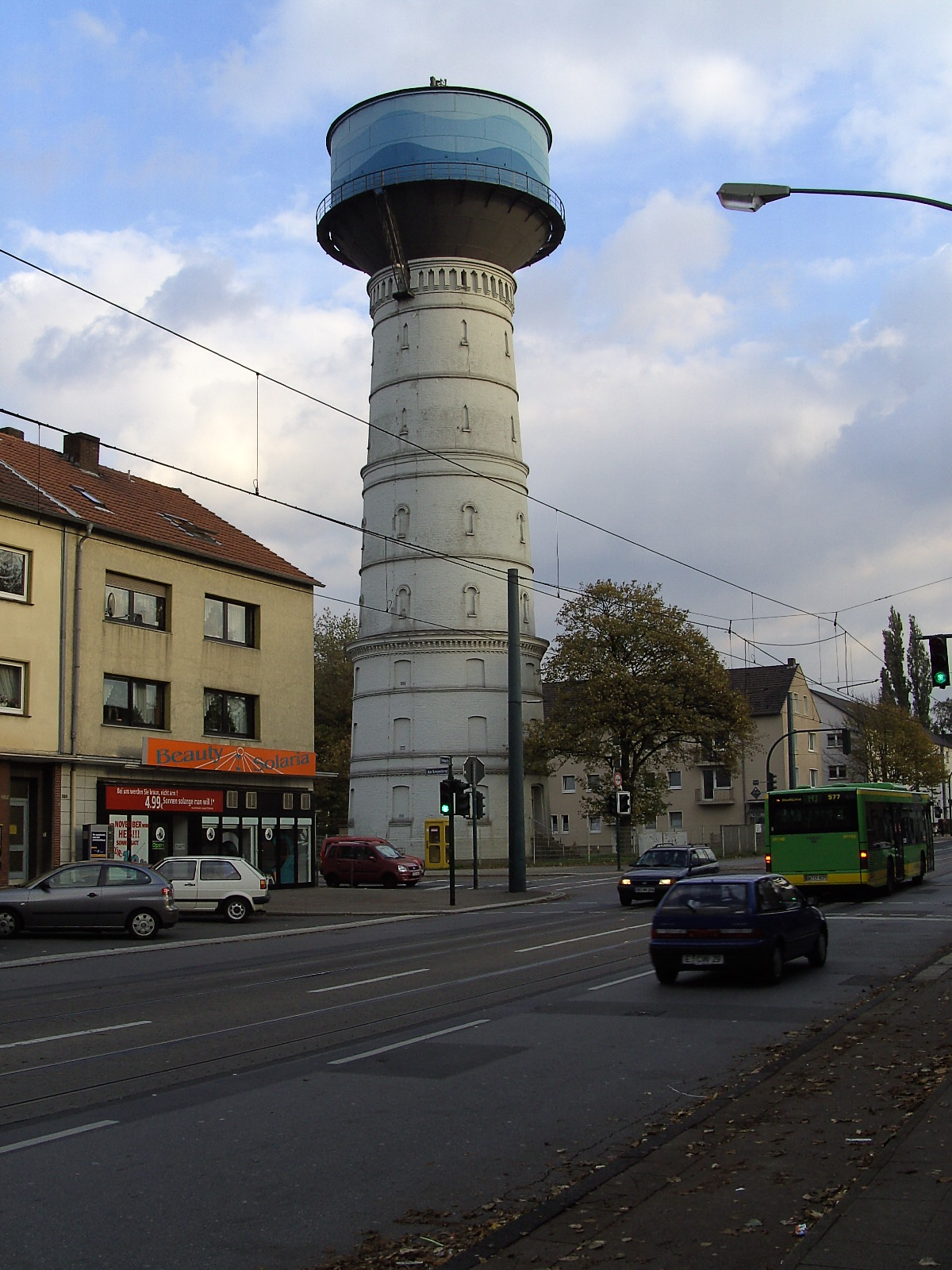
Frintroper Wasserturm

Adler Union Frintrop ist ein Sportverein aus Essen-Frintrop, der vorrangig durch seine Fußballmannschaft (Deutscher DJK-Vizemeister 1931) und Basketballmannschaft (2. Basketball-Bundesliga 1991/92) bekannt ist. Daneben existierten noch Abteilungen für Tennis und Tischtennis. Adler Frintrop ist Mitglied des der katholischen Kirche nahen DJK-Sportverbandes.

## Geschichte
Für das Jahr 1910 wurde die „Gründung einer Turnabteilung aus Mitgliedern des Jungmännervereins St.Josef Frintrop“ bezeugt. Aus dieser entwickelte sich später der heutige Verein. Der größte Erfolg der Vereinsgeschichte war der Einzug des ersten Fußballmannschaft schon unter der Bezeichnung DJK Adler Frintrop in das Finale der DJK-Reichsmeisterschaft 1931, das gegen den DJK Sparta Nürnberg verloren wurde. Nach dem Kriege spielte die erste Fußballmannschaft 1949/50 und 1950/51 in der Landesliga Niederrhein, der damals höchsten Amateurklasse. 2010 feierte man im Verein das hundertjährige Bestehen. Als Vizemeister der Bezirksliga scheiterten die DJK-Fußballer 2010/11 knapp am Aufstieg in die Landesliga Niederrhein.
Zum 1. Juli 2014 fusionierte Adler Frintrop mit dem SV Union Essen-Frintrop zum neuen Großverein DJK Adler Union Essen-Frintrop. Dabei löste sich die Union auf und die Mitglieder traten Adler Frintrop bei, der seinen Namen in Adler Union Frintrop änderte. Unter diesem Namen stiegen die Fußballer im Jahre 2022 in die Landesliga auf und schafften ein Jahr später den Durchmarsch in die Oberliga Niederrhein. Zwar mussten die Frintoper sofort wieder absteigen, jedoch gelang bereits in der folgenden Saison 2024/25 als Vizemeister hinter dem SV Blau-Weiß Dingden der direkte Wiederaufstieg.

## Sportstätten
Die Spielstätte der Fußballabteilung ist die Bezirkssportanlage „Am Wasserturm“ an der Frintroper Straße mit zwei großen Kunstrasenplätzen, einem Kleinfeld mit Kunstrasen und einer Turnhalle. Die Basketballer spielen in vier Sporthallen im Essener Stadtgebiet.